# Ulf Hielscher
Ulf Hielscher, född den 30 november 1967 i Neubrandenburg, Tyskland, är en tysk bobåkare.
Han tog OS-brons i herrarnas fyrmanna i samband med de olympiska bobtävlingarna 1994 i Lillehammer.